# Старенький кіт Повторення Закону
Старенький кіт Повторення Закону (англ. Old Deuteronomy) — вигаданий котячий персонаж зі збірки «Котознавство від Старого Опосума» (1939) Томаса Еліота та мюзиклу «Коти» Е. Ллойда Веббера. Повторення Закону — мудрий старий кіт, що користується великою любов'ю у своїх одноплеменців. У мюзиклі зображений як патріарх медових котів.
В оригінальному вірші Еліота, Старенький кіт Повторення Закону зображається як мудрий кіт, що «прожив кілька життів» та користується повагою не тільки у котів, але й у людей, і, можливо, навіть у псів. Його ім'я походить з п'ятої частини П'ятикнижжя Мойсея та Старого Заповіту — «Повторення закону».
У мюзиклі «Коти» Старенький кіт Повторення Закону зображається як мудрий лідер медових котів, що надає підтримку та настанови іншим персонажам. Він також має ухвалити рішення, хто з медових котів/киць піднесеться «до шару Гевісайда». Навколо цього побудовано левову частку сюжету; декілька персонажів виступають, намагаючись переконати Повторення Закону, аби той вибрав саме їх. Під кінець постановки, Старенького кота Повторення Закону викрадає Макавіті, проте незабаром його рятує пан Містофель. Тоді він переконує інших котів дослухатись до Ґрізабелли, вибирає її для переродження і проводить її до шару Гевісайда.
Про минуле Старенького кота Повторення Закону нам відомо найбільше серед усіх інших медових котів, проте правдивість цих історій викликає сумніви. Кажуть, що він жив ще задовго до того, як на трон зійшла королева Вікторія. Пережив щонайменше десяток своїх дружин та незліченну кількість коханок, залишивши по собі велике потомство.
У мюзиклі виконує три пісні, зокрема завершальним його номером стає пісня «Як звертатись до кота».